# 宇部工業短期大学
宇部工業短期大学（うべこうぎょうたんきだいがく、英語: Ube Junior College of Technology）は、山口県宇部市常盤台に本部を置いていた日本の国立大学である。1961年に設置され、1966年に廃止された。

## 概要

### 大学全体
- 山口県宇部市に所在した日本の国立短期大学[2]。
- 1961年に2学科、入学総定員120名体制で開学[3]。
- 1964年度の入学生を最後に[注釈 2]、1966年に短期大学としての使命を終える[5]。

### 学風および特色
- 宇部工業短期大学は、全国でも有数の国立短大として設置された。

## 沿革
- 1960年 山口大学工業短期大学部として以下の学科体制にて設置計画を行う[注 2]
  - 機械科第一部 入学定員80名
  - 電気科第一部 入学定員40名
- 1961年
  - 4月1日 宇部工業短期大学として以下の学科体制にて開学[7]。
    - 機械科第一部 入学定員80名
    - 電気科第一部 入学定員40名
- 1962年
  - 4月1日 宇部工業高等専門学校開校。
- 1964年
  - 4月1日 この年度をもって学生募集を終了[注釈 2]。
- 1966年
  - 3月31日 左記をもって廃止される[5]。

## 基礎データ

### 所在地
- 山口県宇部市常盤台[注釈 1]

### 年度別学生数[注 3]
| -        | 機械科 | 電気科   | 出典   |
| -------- | ------ | -------- | ------ |
| 入学定員 | 80     | 40       | -      |
| 総定員   | 160    | 80       | -      |
| 1961年   | 男77   | 男42     | [ 8 ]  |
| 1962年   | 男151  | 男81     | [ 9 ]  |
| 1963年   | 男154  | 男78     | [ 10 ] |
| 1964年   | 男141  | 男65 女1 | [ 11 ] |
| 1965年   | 男66   | 男29     | [ 12 ] |

## 教育および研究

### 組織

#### 学科[注 4]
- 機械科 入学定員80名
- 電気科 入学定員40名

#### 専攻科
- なし

#### 別科
- なし

### 研究
- 『宇部工業短期大学高等専門学校研究報告』[14]。

## 大学関係者と組織

### 大学関係者一覧

#### 大学関係者
- 加藤常太郎：初代学長

## 対外関係

### 系列校
- 宇部工業高等専門学校